# Cieśnina Robesona
     Wyspa Ellesmere’a, Nunavut
     Grenlandia

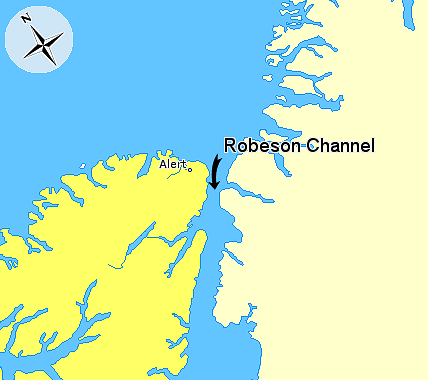
Cieśnina Robesona.
Wyspa Ellesmere’a, Nunavut
Grenlandia

Cieśnina Robesona (ang. Robeson Channel) – cieśnina pomiędzy Wyspą Ellesmere’a i Grenlandią. Łączy Morze Lincolna z Basenem Kane’a (poprzez Cieśninę Kennedy’ego). Stanowi część Cieśniny Naresa. Długość ok. 50 km, szerokość ok. 30 km, maksymalna głębokość 30 metrów. Nad cieśniną położony jest port Fort Kanger.
Została nazwana w 1871 r., w czasie wyprawy Polaris expedition, na cześć George’a Robesona, Sekretarza Marynarki Wojennej Stanów Zjednoczonych w administracji Ulyssesa Granta.